# Karlskrona HK
Der Karlskrona HK ist ein 2001 gegründeter schwedischer Eishockeyklub aus Karlskrona. Die Mannschaft spielte in der Saison 2019/20 in der zweithöchsten schwedischen Eishockeyliga HockeyAllsvenskan. Nach der Saison 2019/20 verließ Karlskrona HK die Hockeyallsvenskan und stieg zwangsweise in die Hockeyettan ab, da dem Klub die Lizenz verweigert wurde, und wurde durch Väsby IK Hockey ersetzt. Der Klub trägt seine Heimspiele in der Arena Karlskrona aus.

## Geschichte
Der Klub wurde 2001 gegründet. In der Saison 2007/08 setzte sich die Mannschaft in der Relegation durch und stieg erstmals in die drittklassige Division 1 auf. In der Saison 2010/11 verpasste die Mannschaft in der Relegation als Drittplatzierter aufgrund eines Punktes Rückstand den Sprung in die zweitklassige HockeyAllsvenskan. In der folgenden Spielzeit setzte sich der Karlskrona HK souverän als Erster in der Relegation durch. In der Saison 2012/13 nahm das Team erstmals an der HockeyAllsvenskan teil. Nachdem man die Hauptrunde abgeschlagen auf dem letzten Platz beendet hatte, musste der Verein in die Qualifikationsrunde um den Klassenerhalt in der HockeyAllsvenskan. Dank eines Punktes Vorsprung auf die absteigenden Tingsryds AIF sicherte sich die Mannschaft den Ligaverbleib. In der Folgesaison verpasste man nach einer soliden Spielzeit nur knapp die Teilnahme an der Kvalserien. Dafür erreichte das Team aus Südschweden ein Jahr später in der Saison 2014/15 überraschend den Aufstieg in die Svenska Hockeyligan, der Eliteklasse des Landes. In den Aufstiegsplayoffs konnte man sich mit 3:1 in der Serie gegen den Hauptrundensieger VIK Västerås HK durchsetzen. Damit trat Karlskrona HK zum ersten Mal in der noch jungen Vereinsgeschichte in der schwedischen ersten Liga an. Zum Ende der Saison 2017/18 musste Karlskrona als 14. in die Relegation und unterlag dort dem Timrå IK, so dass man die Saison 2018/19 wieder in der zweiten schwedischen Liga HockeyAllsvenskan begann.

## Saisonstatistiken
| Saison  | Liga              | Sp | S  | U | N  | OTS | OTN | Pkt | T   | GT  | Rang | Play-offs                                                             |
| ------- | ----------------- | -- | -- | - | -- | --- | --- | --- | --- | --- | ---- | --------------------------------------------------------------------- |
| 2001/02 | Division 3        | 24 | 13 | 4 | 7  | —   | —   | 30  | 137 | 96  | 5    | —                                                                     |
| 2002/03 | Division 3        | 24 | 15 | 1 | 8  | —   | —   | 31  | 117 | 76  | 5    | —                                                                     |
| 2003/04 | Division 3        | 20 | 8  | 3 | 9  | —   | —   | 19  | 111 | 97  | 4    | —                                                                     |
| 2004/05 | Division 3        | 24 | 22 | 0 | 2  | —   | —   | 44  | 159 | 61  | 1    | —                                                                     |
| 2005/06 | Division 3        | 26 | 20 | 3 | 3  | —   | —   | 43  | 176 | 55  | 2    | Aufstieg                                                              |
| 2006/07 | Division 2        | 26 | 21 | 4 | 1  | —   | —   | 46  | 159 | 67  | 1    | —                                                                     |
| 2007/08 | Division 2        | 24 | 17 | 4 | 3  | —   | —   | 38  | 132 | 59  | 1    | qualifiziert für die Relegation, Aufstieg                             |
| 2008/09 | Division 1        | 27 | 11 | — | 9  | 3   | 4   | 43  | 91  | 73  | 6    | —                                                                     |
| 2009/10 | Division 1        | 27 | 13 | — | 8  | 2   | 4   | 47  | 103 | 91  | 5    | —                                                                     |
| 2010/11 | Division 1        | 27 | 17 | — | 7  | 0   | 3   | 54  | 98  | 61  | 3    | Qualifikationsrunde für die HockeyAllsvenskan, 3. Platz               |
| 2011/12 | Division 1        | 27 | 15 | — | 6  | 3   | 3   | 54  | 104 | 54  | 4    | Qualifikationsrunde für die HockeyAllsvenskan, 1. Platz, Aufstieg     |
| 2012/13 | HockeyAllsvenskan | 52 | 11 | — | 38 | 1   | 2   | 37  | 107 | 186 | 14   | Qualifikationsrunde für die HockeyAllsvenskan, 2. Platz, Ligaverbleib |
| 2013/14 | HockeyAllsvenskan | 52 | 25 | — | 20 | 3   | 4   | 85  | 154 | 119 | 5    | —                                                                     |
| 2014/15 | HockeyAllsvenskan | 52 | 26 | — | 16 | 8   | 2   | 96  | 159 | 124 | 2    | Qualifikationsrunde für die Svenska Hockeyligan, Aufstieg             |

Legende zur Saisonstatistik: GP oder Sp = Spiele insgesamt; W oder S = Siege; L oder N = Niederlagen; T oder U = Unentschieden; OTS = Siege nach Verlängerung (Overtime);  OTN oder OL = Overtime-Niederlagen; SOS = Shootout-Siege; SOL oder SON = Shootout-Niederlagen; P oder Pkt = Punkte; Pct % = Siege in %; GF oder T = Tore; GA oder GT = Gegentore

## Bekannte Spieler
| - Mario Altmann - Nicholas Angell - Patrick Galbraith - Jesper Jensen | - Kévin Hecquefeuille - Joel Kellman - Pär Lindholm - Sergio Somma |

## Vereinsrekorde

### Karriere
Stand: Saisonende 2014/15
|              | Anzahl | Name            |
| Tore         | 72     | Mats Kellman    |
| Assists      | 93     | Daniel Brasar   |
| Punkte       | 138    | Daniel Brasar   |
| Strafminuten | 277    | Jimmy Andersson |
| Spiele       | 248    | Jimmie Svensson |
| Spielzeiten  | 8      | Jimmie Svensson |

### Saison
|                       | Anzahl | Name                          | Saison           |
| Tore                  | 29     | Marian Štábel                 | 2003/04          |
| Assists               | 31     | Daniel Brasar                 | 2007/08, 2009/10 |
| Punkte                | 51     | Daniel Brasar (20 T + 31 A)   | 2009/10          |
| Strafminuten          | 110    | Nicholas Angell               | 2013/14          |
| Tore (Verteidiger)    | 12     | Peter Freij                   | 2004/05          |
| Assists (Verteidiger) | 28     | Nicholas Angell               | 2013/14          |
| Punkte (Verteidiger)  | 34     | Nicholas Angell (16 T + 37 A) | 2013/14          |